# La Roche-l’Abeille
La Roche-l’Abeille ist eine französische Gemeinde in der Region Nouvelle-Aquitaine, im Département Haute-Vienne, im Arrondissement Limoges und im Kanton Saint-Yrieix-la-Perche. Sie grenzt im Norden an Janailhac, im Osten an Saint-Priest-Ligoure, im Südosten an Coussac-Bonneval, im Südwesten an Saint-Yrieix-la-Perche und im Westen an La Meyze. Die Bewohner nennen sich Rouchauds oder Rouchaudes.

## Sehenswürdigkeiten
- Dolmen Pierre Levée (La Roche-l’Abeille)

## Weblinks

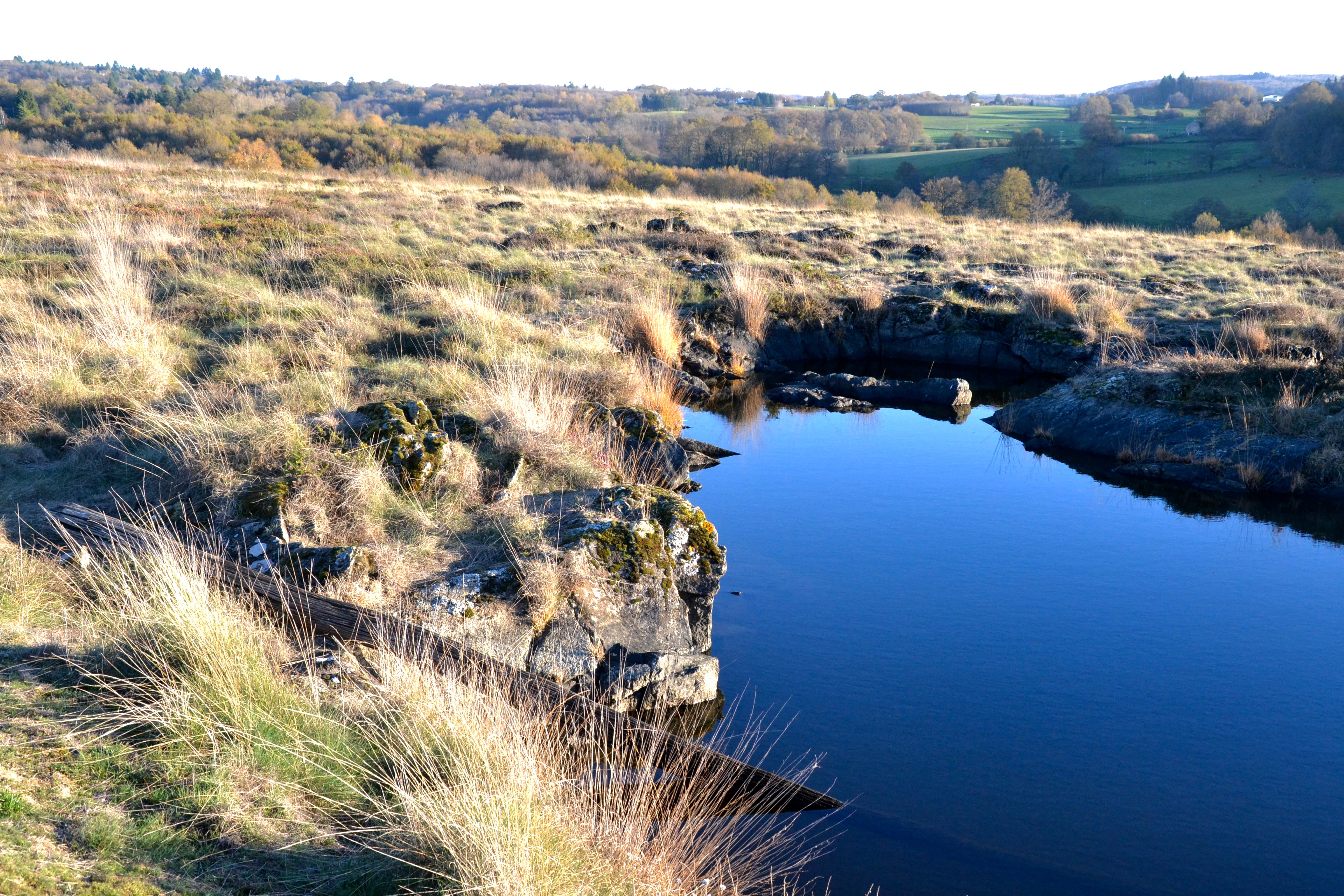
Die felsige Landschaft Lande de Saint-Laurent bei La Roche-l’Abeille

## Bevölkerungsentwicklung
| Jahr      | 1962 | 1968 | 1975 | 1982 | 1990 | 1999 | 2008 | 2017 |
| --------- | ---- | ---- | ---- | ---- | ---- | ---- | ---- | ---- |
| Einwohner | 915  | 838  | 655  | 607  | 563  | 561  | 598  | 618  |